# Ancistrosoma reductum
Ancistrosoma reductum är en skalbaggsart som beskrevs av Frey 1964. Ancistrosoma reductum ingår i släktet Ancistrosoma och familjen Melolonthidae. Inga underarter finns listade i Catalogue of Life.